# مایکل جی. برد
مایکل جی. برد (انگلیسی: Michael J. Bird) یک فیلم‌نامه‌نویس، رمان‌نویس و نویسنده اهل بریتانیا بود.
از فیلم‌ها یا مجموعه‌های تلویزیونی که وی در آن‌ها نقش داشته است می‌توان به ارتش سری اشاره نمود.